# کامیلا والبوئنا
کامیلا والبوئنا (انگلیسی: Camila Valbuena؛ زادهٔ ۱۸ فوریهٔ ۱۹۹۷) دوچرخه‌سوار اهل کلمبیا است.
وی در مسابقات کشوری و بین‌المللی در مجموع برندهٔ ۳ مدال طلا، ۱ مدال برنز شده‌است.